# Parafia św. Małgorzaty w Trzcianie
Parafia Świętej Małgorzaty w Trzcianie – parafia rzymskokatolicka znajdująca się w diecezji tarnowskiej w dekanacie Lipnica Murowana, w miejscowości Trzciana w województwie małopolskim, w powiecie bocheńskim, w gminie Trzciana. Erygowana w XIII wieku. Mieści się pod numerem 1. Prowadzą ją księża diecezjalni.

## Linki zewnętrzne

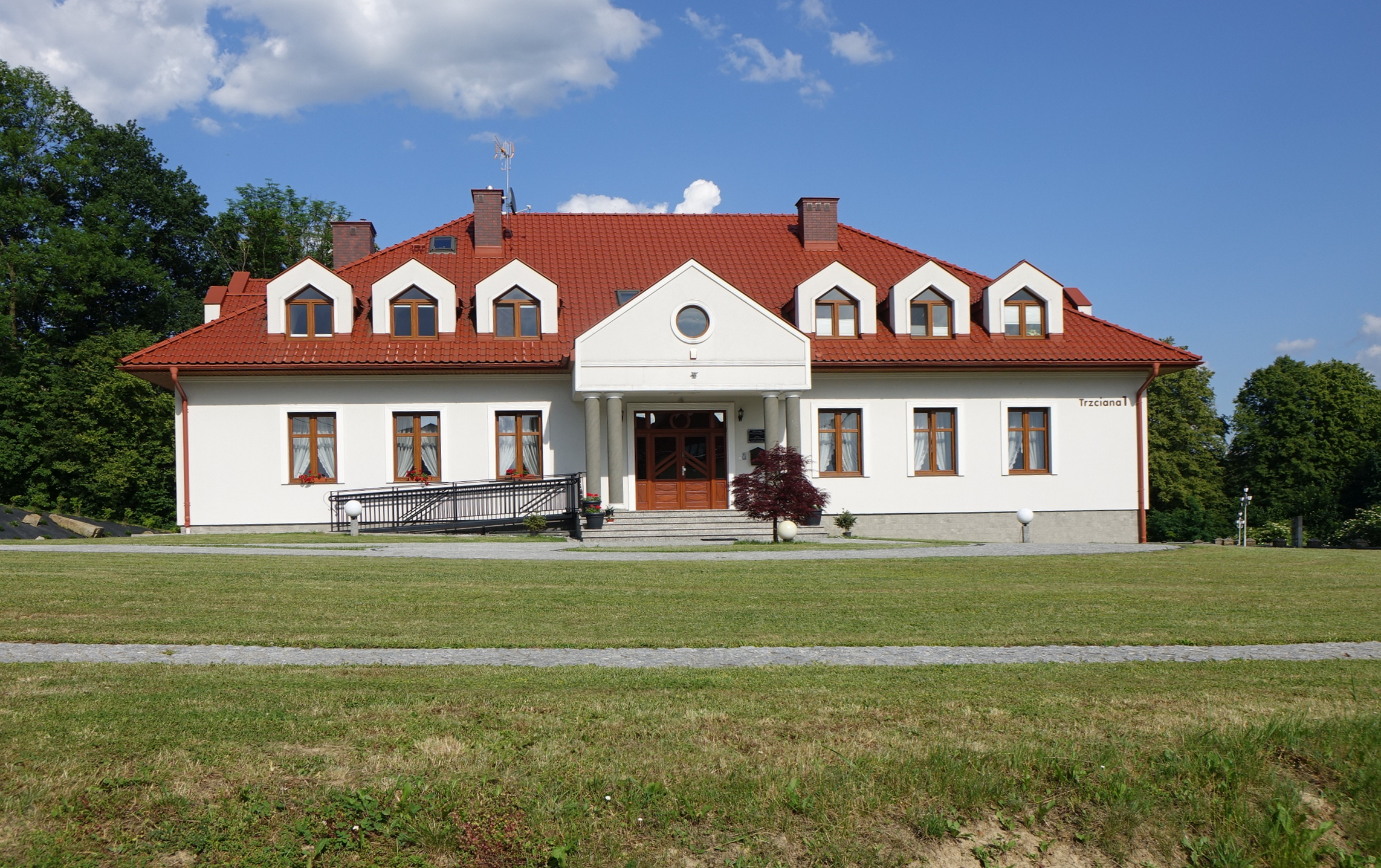
Plebania
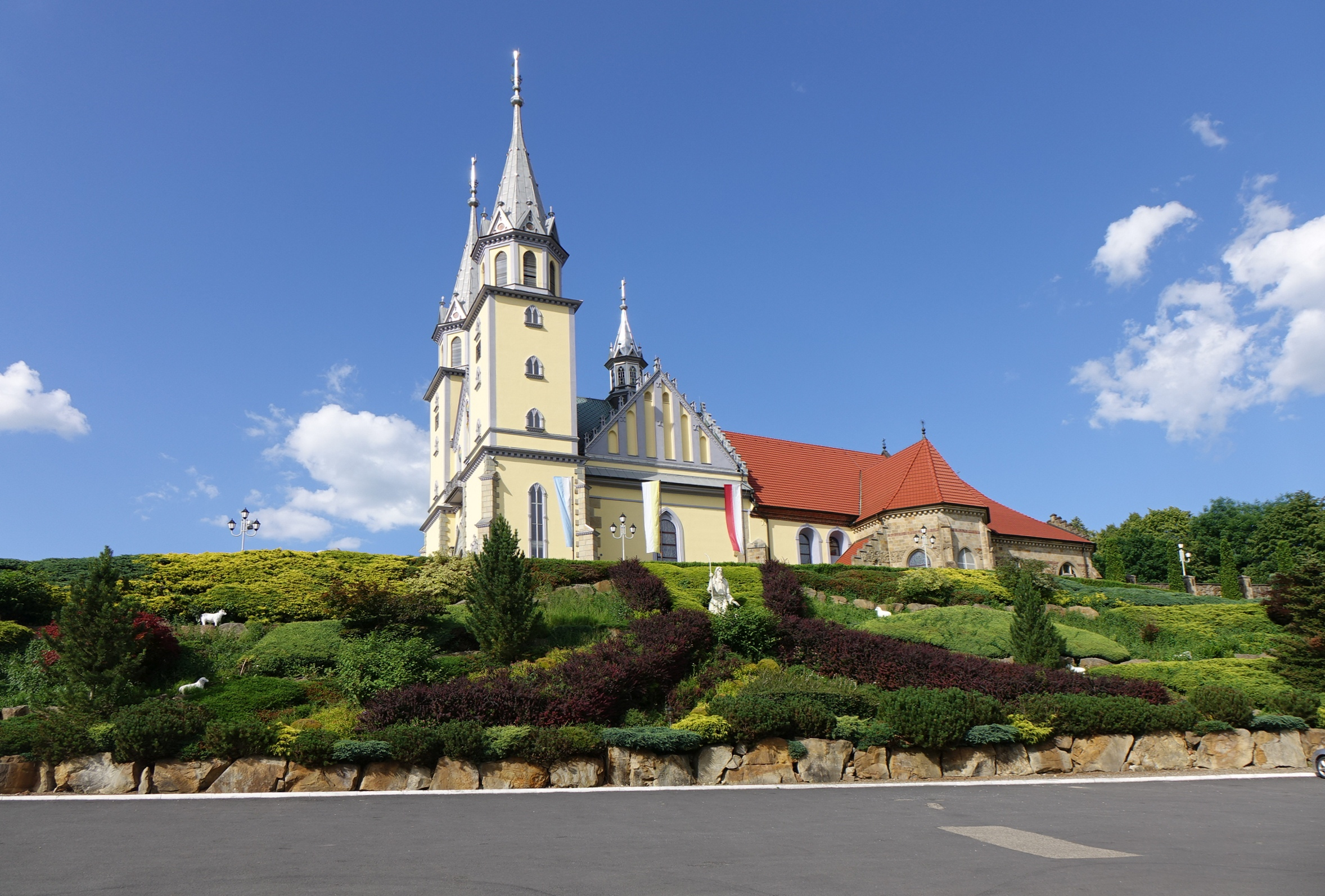
Kościół i jego otoczenie od południa